# قلعه جك (جليكخان)
قلعه جك (بالكردية: Porga‏) (بالتركية: Kalecik)‏ هي قرية كرديّة رشوانيّة تتبع إداريّاً لمديرية جليكخان في محافظة أديامان التركية، بلغ عدد سكانها 105 نسمة في عام 2021 ويتبعها نجوع آقيوز وبوغدايلي.